# Manuel Said Ali
Manuel Said Ali  (* 21. Oktober 1861 in Petrópolis; † 27. Mai 1953 in Rio de Janeiro) war 
ein brasilianischer Romanist, Lusitanist und Grammatiker.

## Leben und Werk
Ali, dessen Vater Türke und dessen Mutter (wie auch seine Ehefrau) Deutsche waren, ging im Alter von 14 Jahren 
in die Buchhändlerlehre nach Rio de Janeiro. Er wurde Lehrer für Deutsch, Französisch, Englisch und Geografie
an der Militärakademie sowie am späteren Colégio Pedro II. Dort hatte er zu Schülern: Manuel Bandeira, 
Sousa da Silveira, Antenor Nascentes, Arthur Alexandre Moses (1886–1967) und Alfredo de Araújo 
Lopes da Costa (1885–1966). Zu seinem Freundeskreis gehörte Capistrano de Abreu. 
Durch die Rezeption der weltweiten linguistischen Diskussion seiner Zeit bildete sich Ali zu einem originellen Romanisten und Lusitanisten heran mit erheblichem Einfluss auf die Entwicklung der Lusitanistik. 

## Werke
- Vocabulario orthographico, Rio de Janeiro 1905
- Nova grammatica alleman, Rio de Janeiro 1908
- Dificuldades da Língua Portuguesa. Estudos e observações, Rio de Janeiro 1908 (zahlreiche Auflagen bis 2008)
- Lexeologia do Português Histórico, São Paulo 1921
- Formação de Palavras e Sintaxe do Português Histórico, São Paulo 1923
- Gramática Secundária da Língua Portuguesa, São Paulo 1923 (zahlreiche Auflagen)
- Lingua portugueza. Meios de expressão e alterações semanticas,  Rio de Janeiro 1930, 1971
- Gramática histórica da língua portuguêsa, São Paulo 1931, 8. Auflage, 2001 (320 Seiten)
- Versificação portuguesa, Rio de Janeiro 1948, 1999
- Acentuação e versificação Latinas. Observações e estudos, Rio de Janeiro 1956
- Investigações filológicas, hrsg. von Evanildo Bechara, Rio de Janeiro 1975, 2006